# Stoppelpilze
Die Stoppelpilze (Hydnum) sind eine Pilzgattung aus der Familie der Stoppelpilzverwandten (Hydnaceae) und leben mit Bäumen in Symbiose. Die gestielten Fruchtkörper haben ein stacheliges Hymenophor, nur bei einer Form ist es glatt ausgeprägt.
Die Typusart ist der Semmel-Stoppelpilz (Hydnum repandum).

## Merkmale

### Makroskopische Merkmale
Die Fruchtkörper sind in Hut und Stiel gegliedert. Ihr Farbspektrum reicht von weißlich, über gelblich-braun bis hin zu orange-rötlich. Die Hüte haben jung zunächst eine filzige Oberfläche und verkahlen später. Selten sind sie etwas schuppig strukturiert. Unten sind sie mit pfriemförmigen, weißlich bis orangebraun gefärbten Stacheln bedeckt, die wiederum mit der sporenproduzierenden Fruchtschicht (Hymenium) überzogen sind. Lediglich die seltene Form depauperatum des Eisporigen Stoppelpilzes hat ein glattes Hymenophor. Das Sporenpulver hinterlässt einen weißen bis ockergelblichen Abdruck. Der vollfleischige Stiel ist zentral bis seitlich am Hut angewachsen. Das Fleisch (Trama) ist brüchig, ungezont und schmeckt im Alter manchmal bitter.

### Mikroskopische Merkmale
Das Hyphensystem ist monomitisch. Die dünnwandigen, teils aufgeblasenen und verzweigten Pilzfäden (Hyphen) sind durchsichtig (hyalin) und tragen Schnallen an den Querwänden (Hyphensepten). Die zylindrisch-keulenförmigen Sporenständer (Basidien) tragen an der Basis ebenfalls Schnallen. Pro Basidie reifen meist vier kugelige bis breit-elliptische Sporen heran. Sie sind dünnwandig, glatt, hyalin und zeigen bei Kontakt mit Iodlösung keine Farbreaktion (inamyloid). Sterile Elemente (Zystiden) fehlen.

## Gattungsabgrenzung
Andere fleischige und hutbildende Stachelpilze, die auf dem Boden fruktifizieren, wie Weißsporstachelinge (Bankera), Rußporlinge (Boletopsis) und Braunsporstachelinge (Sarcodon), besitzen gefärbte oder ornamentierte Sporen.

## Ökologie
Die Fruchtkörper wachsen auf dem Erdboden, selten auch auf moderndem Holz. Die Stoppelpilze bilden mit den Wurzeln von Bäumen eine Ektomykorrhiza.

## Arten

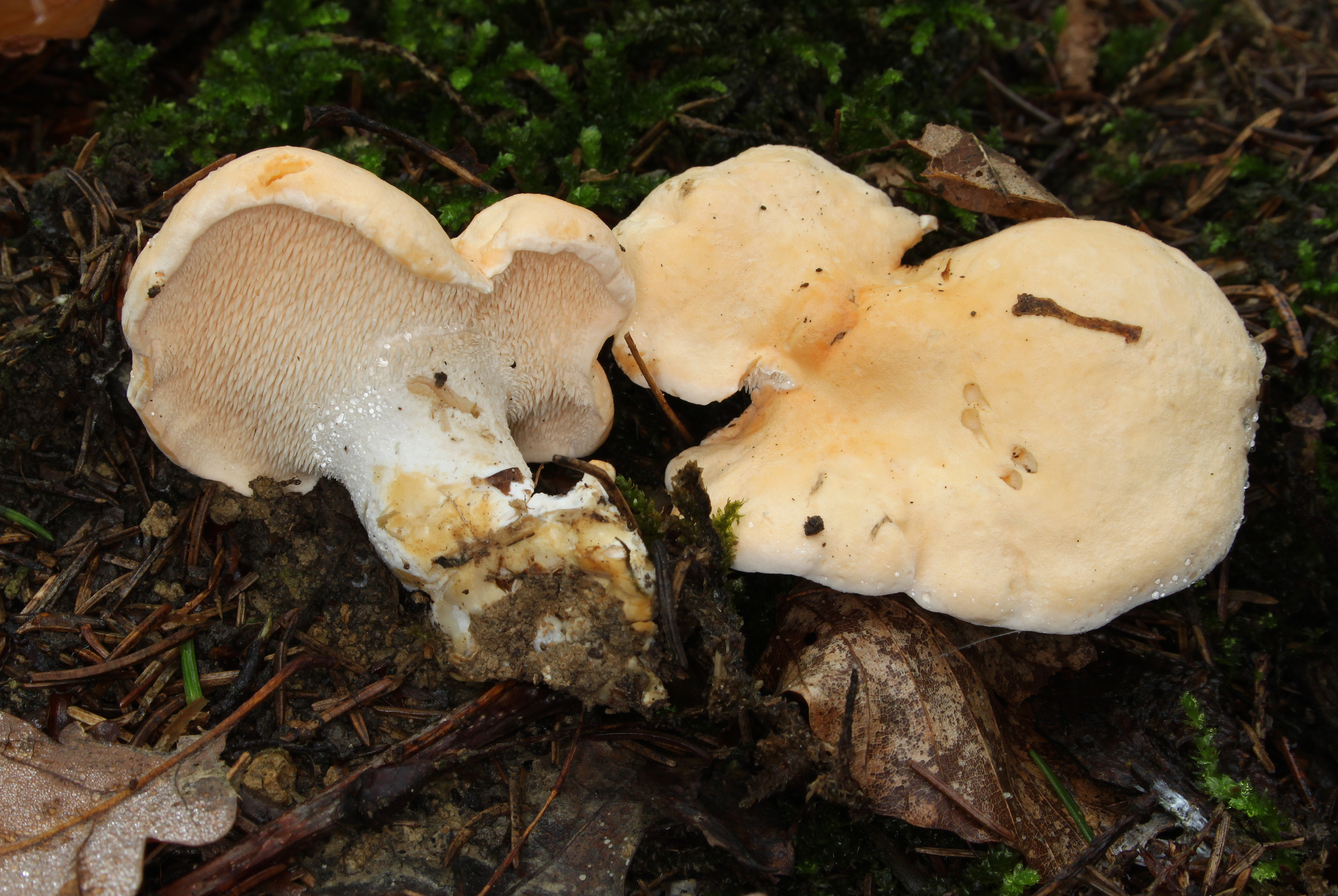
Semmel-Stoppelpilz Hydnum repandum
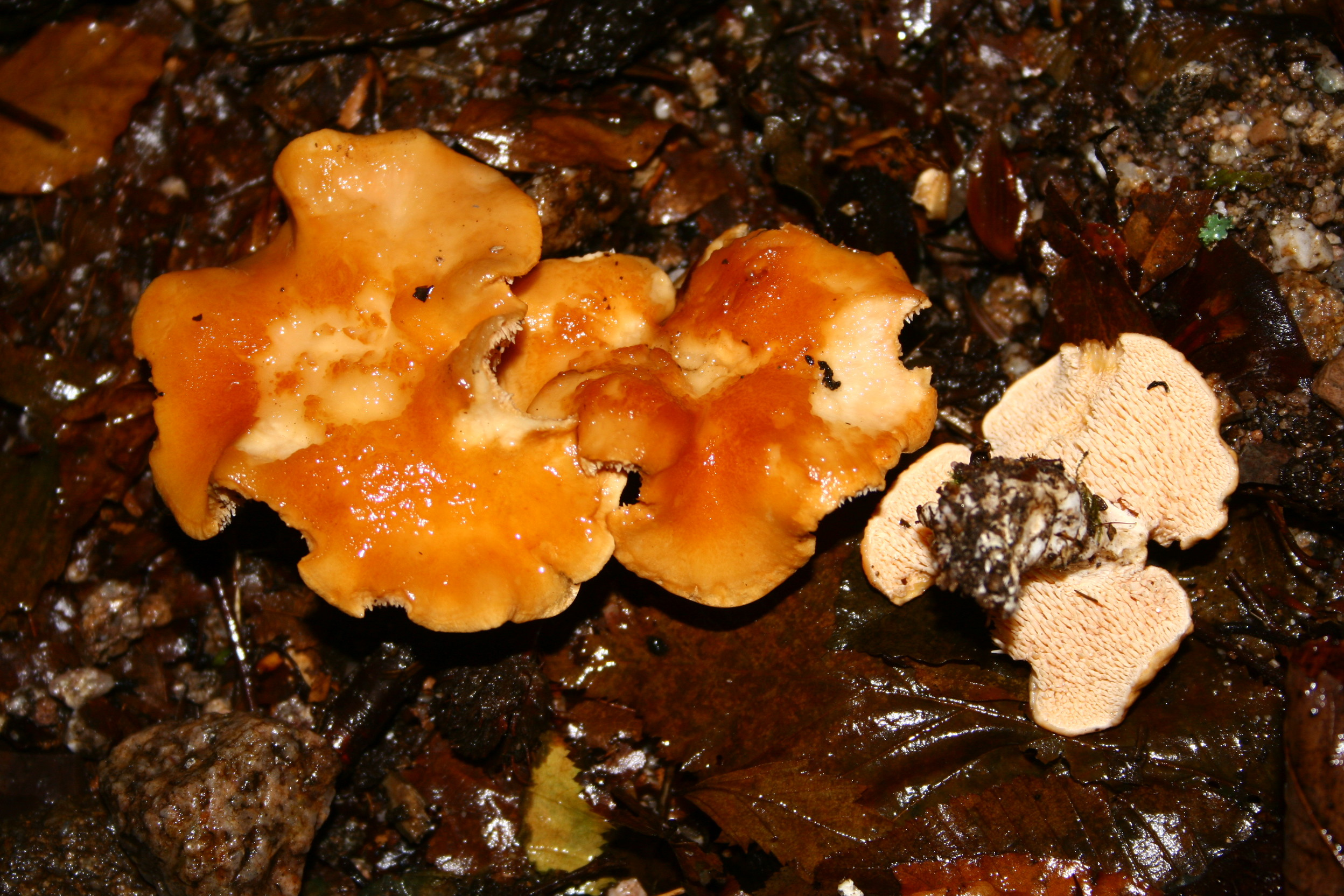
Rotgelber Stoppelpilz Hydnum rufescens
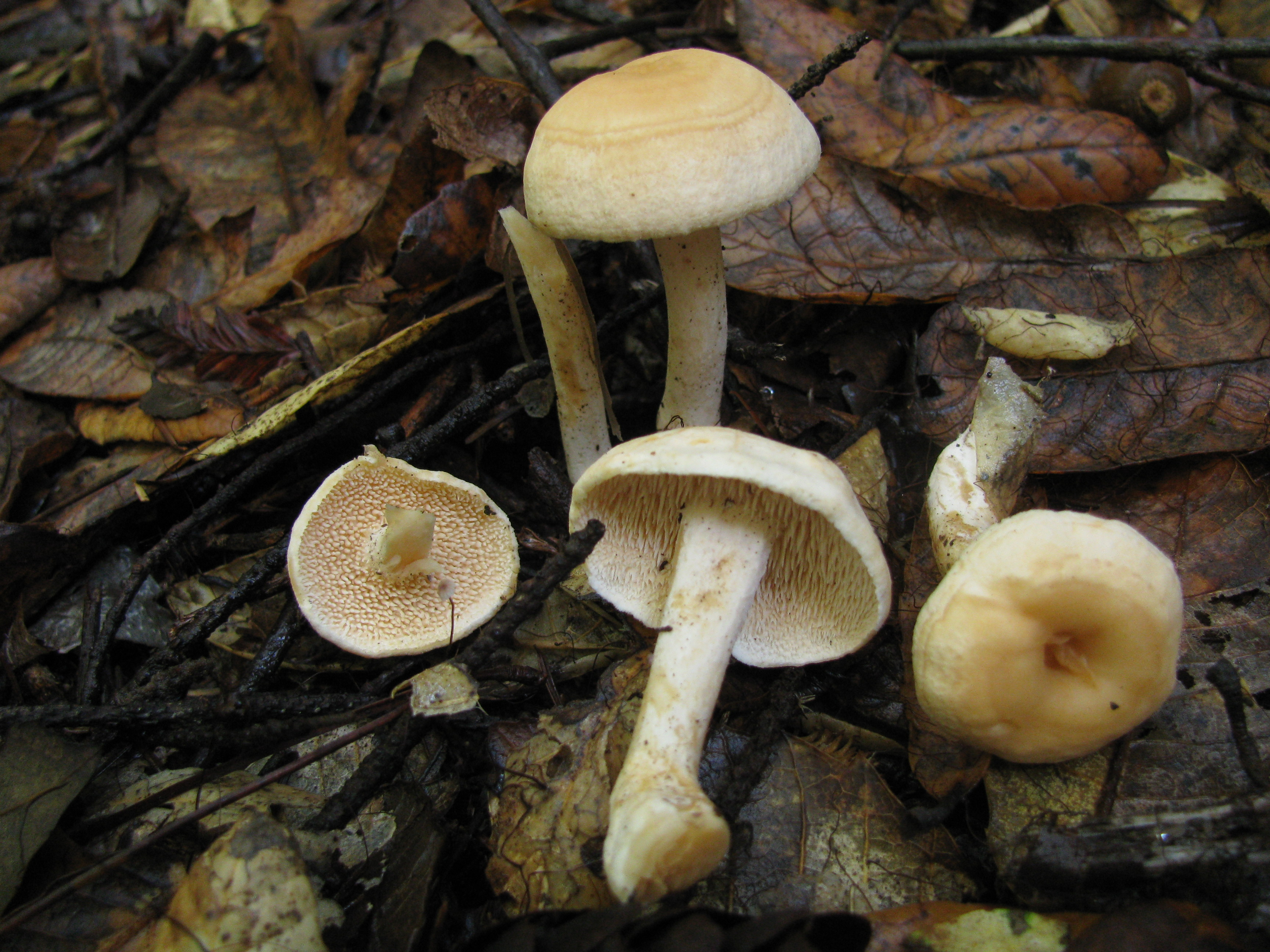
Genabelter Stoppelpilz Hydnum umbilicatum

In Europa kommen 14 Arten vor bzw. sind dort zu erwarten.
| Stoppelpilze (Hydnum) in Europa |                                      |                                                               |
| \| Deutscher Name \| Wissenschaftlicher Name \| Autorenzitat \| \| ------------------------------------ \| ------------------------------------ \| ------------------------------------------------------------- \| \| Weißlicher Stoppelpilz \| Hydnum albidum s. auct. europ. \| Peck 1887 \| \| \| Hydnum boreorepandum \| Niskanen, Liimat. & Niemelä 2018 \| \| Ellipsoidsporiger Stoppelpilz \| Hydnum ellipsosporum \| H. Ostrow & L. Beenken 2004 \| \| \| Hydnum ibericum \| Olariaga, Liimat. & Niskanen 2018 \| \| \| Hydnum jussii \| Niskanen, Liimat. & Kytöv. 2018 \| \| \| Hydnum magnorufescens \| Vizzini, Picillo & Contu 2013 \| \| \| Hydnum melitosarx \| Ruots., Huhtinen, Olariaga, Niskanen, Liimat. & Ammirati 2018 \| \| \| Hydnum mulsicolor \| Liimat. & Niskanen 2018 \| \| Eisporiger Stoppelpilz \| Hydnum ovoideisporum \| Olariaga, Grebenc, Salcedo & M.P. Martín 2012 \| \| \| Hydnum ovoideisporum f. depauperatum \| Picillo, Vizzini & Contu 2013 \| \| Semmel-Stoppelpilz \| Hydnum repandum \| Linnaeus 1753 \| \| Rotgelber oder Rötlicher Stoppelpilz \| Hydnum rufescens \| Persoon 1800 \| \| \| Hydnum slovenicum \| Liimat. & Niskanen 2018 \| \| \| Hydnum subovoideisporum \| Niskanen & Liimat. 2018 \| \| Genabelter Stoppelpilz \| Hydnum umbilicatum \| Peck 1902 \| \| Ockerblasser Stoppelpilz \| Hydnum vesterholtii \| Olariaga, Grebenc, Salcedo & M.P. Martín 2012 \| |                                      |                                                               |
| Deutscher Name | Wissenschaftlicher Name              | Autorenzitat                                                  |
| Weißlicher Stoppelpilz | Hydnum albidum s. auct. europ.       | Peck 1887                                                     |
| | Hydnum boreorepandum                 | Niskanen, Liimat. & Niemelä 2018                              |
| Ellipsoidsporiger Stoppelpilz | Hydnum ellipsosporum                 | H. Ostrow & L. Beenken 2004                                   |
| | Hydnum ibericum                      | Olariaga, Liimat. & Niskanen 2018                             |
| | Hydnum jussii                        | Niskanen, Liimat. & Kytöv. 2018                               |
| | Hydnum magnorufescens                | Vizzini, Picillo & Contu 2013                                 |
| | Hydnum melitosarx                    | Ruots., Huhtinen, Olariaga, Niskanen, Liimat. & Ammirati 2018 |
| | Hydnum mulsicolor                    | Liimat. & Niskanen 2018                                       |
| Eisporiger Stoppelpilz | Hydnum ovoideisporum                 | Olariaga, Grebenc, Salcedo & M.P. Martín 2012                 |
| | Hydnum ovoideisporum f. depauperatum | Picillo, Vizzini & Contu 2013                                 |
| Semmel-Stoppelpilz | Hydnum repandum                      | Linnaeus 1753                                                 |
| Rotgelber oder Rötlicher Stoppelpilz | Hydnum rufescens                     | Persoon 1800                                                  |
| | Hydnum slovenicum                    | Liimat. & Niskanen 2018                                       |
| | Hydnum subovoideisporum              | Niskanen & Liimat. 2018                                       |
| Genabelter Stoppelpilz | Hydnum umbilicatum                   | Peck 1902                                                     |
| Ockerblasser Stoppelpilz | Hydnum vesterholtii                  | Olariaga, Grebenc, Salcedo & M.P. Martín 2012                 |

- Semmel-Stoppelpilz
Hydnum repandum
- Rotgelber Stoppelpilz
Hydnum rufescens
- Genabelter Stoppelpilz
Hydnum umbilicatum

## Systematik
Es werden folgende Untergattungen unterschieden:
- Alba
- Brevispina
- Hydnum
  - Sektion Hydnum
    -       - Hydnum boreorepandum
      - Semmel-Stoppelpilz (H. repandum)

  - Sektion Olympica
    -       - Hydnum slovenicum
- Pallida
  -     -       - Hydnum ibericum
      - Ockerblasser Stoppelpilz (H. vesterholtii)
- Rufescentia
  - Sektion Magnorufescentia
    -       - Hydnum magnorufescens

  - Sektion Rufescentia
    - Untersektion Mulsicoloria
      - Hydnum mulsicolor

    - Untersektion Ovoideispora
      - Eisporiger Stoppelpilz (H. ovoideisporum)
      - Hydnum subovoideisporum

    - Untersektion Rufescentia
      - Rotgelber Stoppelpilz (H. rufescens)

    - Untersektion Tenuliformia
      - Ellipsoidsporiger Stoppelpilz (H. ellipsosporum)